# Tlen trypletowy

Formy tlenu:
1: tlen trypletowy
2: tlen singletowy
3: wolny rodnik ponadtlenkowy
4: nadtlenek wodoru
5: rodnik hydroksylowy.

Tlen trypletowy – podstawowa (o najniższej energii) forma tlenu cząsteczkowego (O2), zawierająca dwa niesparowane elektrony (dwurodnik).
Forma trypletowa: •O:O• lub •O-O• oznaczana jest jako: 3O2
Każda kropka oznacza jeden elektron, kreska – dwa elektrony tworzące wiązanie. Sparowane elektrony niewiążące zostały pominięte.
Tlen trypletowy ulegając niepełnej, czyli mniej niż czteroelektronowej, redukcji (np. w reakcji tworzącej dwie cząsteczki wody), tworzy formy posiadające jakąś ilość niesparowanych elektronów – te formy tlenu noszą nazwę reaktywnych form tlenu (RFT).
Tlen O2 w stanie podstawowym (trypletowym) jest podwójnym wolnym rodnikiem, skąd wynika m.in. jego reaktywność. Powoduje to również, że jest on doskonałym utleniaczem w procesach wewnątrzkomórkowych, może jednak powodować w komórkach duże szkody. Zapobiegają temu przeciwutleniacze m.in. witaminy C i E.